# West Side Story (musical)
|  | Aquest article tracta sobre el musical. Vegeu-ne altres significats a «West Side Story». |

West Side Story és un musical dels Estats Units, amb guió d'Arthur Laurents, música de Leonard Bernstein, lletres de Stephen Sondheim i coreografia de Jerome Robbins. El musical és una adaptació de Romeu i Julieta, de William Shakespeare.
Situat a Nova York, a mitjans de la dècada de 1950, el musical explora la rivalitat entre els Jets i els Sharks, dues bandes adolescents de diferents fons ètnics. Els membres dels Sharks són de Puerto Rico són desafiats pels Jets, fills de treballadors blancs. El jove protagonista, Tony, membre dels Jets, s'enamora de Maria, la germana de Bernardo, el cap dels Sharks. La temàtica fosca, la música sofisticada, les llargues escenes de ball i el focus sobre problemes socials marcaren un punt d'inflexió al teatre musical americà. La partitura de Bernstein pel musical ha esdevingut molt popular, incloent temes com "Something's Coming", "Maria", "America", "Somewhere", "Tonight", "Jet Song", "I Feel Pretty", "A Boy Like That", "One Hand, One Heart", "Gee, Officer Krupke" i "Cool".
La producció de 1957 de Broadway, dirigida i coreografiada per Jerome Robbins i produïda per Robert E. Griffith i Harold Prince, marcà el debut a Broadway de Stephen Sondheim. Es representà en 732 funcions (un gran èxit per a l'època), abans de marxar de gira. La producció rebé una nominació per al Premi Tony al millor musical el 1957, però el premi va ser per a The Music Man de Meredith Willson. Va guanyar el Tony a Millor Coreografia per a Robbins. El show encara va tenir una producció de més llarga durada a Londres, a més de diversos revivals i produccions internacionals. El 1961 es realitzà una innovadora i multipremiada adaptació cinematogràfica, dirigida per Robert Wise i Robbins; i protagonitzada per Natalie Wood, Richard Beymer, Rita Moreno, George Chakiris i Russ Tamblyn. El musical és habitualment produït a escoles, teatres regionals i, a vegades, per companyies d'òpera.

## Rerefons

### Gènesi del concepte
El 1949, Jerome Robbins es trobà amb Leonard Bernstein i amb Arthur Laurents per col·laborar en una adaptació contemporània musical de Romeu i Julieta. Proposà que l'argument se centrés en el conflicte entre una família catòlica romano-italiana i una família jueva que viuen al Lower East Side de Manhattan, durant el període de les pàsqües cristiana i jueva. La noia seria una supervivent de l'Holocaust i emigrada d'Israel, i el conflicte estaria centrat en l'antisemitisme dels catòlics Jets cap als Maragdes jueus. Desitjós d'escriure el seu primer musical, Laurents es mostrà d'acord de seguida. Bernstein volia fer-ho de manera operística, però tant Robbins com Laurents es resistiren. Van descriure el projecte com un teatre líric, i Laurents va escriure un primer esborrany que anomenà East Side Story. Només després que l'hagués completat que el grup s'adonà que seria una mica més que musicalitzar uns temes dels que ja s'havia parlat en obres com Abie's Irish Rose. Quan optà per abandonar, els 3 homes van seguir camins separats, i el guió va quedar aparcat durant uns cinc anys.
El 1955, el productor Martin Gabel estava treballant en una adaptació escènica de la novel·la Serenade de James M. Cain, sobre un cantant d'òpera que s'adona que és homosexual, i convidà a Laurents perquè escrivís el llibret. Laurents acceptà i suggerí a Bernstein i a Robbins que s'unissin a l'equip creatiu. Robbins creia que, si anaven a unir forces, haurien de tornar a East Side Story, i Bernstein es mostrà d'acord. Laurents, però, estava compromès amb Gabel, i els presentà a un jove compositor i lletrista anomenat Stephen Sondheim. Sodheim estava amb la partitura de Saturday Night, el seu musical que havia d'estrenar-se a la tardor. A Laurents li agradaven les lletres, però no estava impressionat per la música. Sondheim no s'amoïnà per l'opinió de Laurents, i Serenade finalment va ser deixada a part.
Laurents va ser contractat perquè escrivís el guió per a un remake d'una pel·lícula de Greta Garbo, The Painted Veil, que ara rodaria Ava Gardner. Mentre que estava a Hol·lywood, contactà amb Bernstein, que estava a la ciutat per dirigir al Hollywood Bowl. Ambdós es trobaren al Beverly Hills Hotel, i la conversació girà cap a les bandes de delinqüència juvenil, un fenomen social recent que havia aparegut als titulars dels diaris a causa d'una guerra de bandes a Chicago. Bernstein suggerí que podrien reescriure "East Side Story" per traslladar-lo a Los Angeles, però Laurents cregué que estava més familiaritzat amb els portoriquens i Harlem del que no pas estava amb els mexicans i Olvera Street. Ambdós contactaren amb Robbins, que es mostrà entusiasmat per un musical amb ritmes llatins. Va arribar a Hol·lywood per coreografiar les seqüències de ball de The King and I, començant amb Laurents a desenvolupar el musical, alhora que treballaven en els seus projectes respectius projectes, mantenint-se en contacte amb Bernstein, que havia tornat a Nova York. Quan el productor de The Painted Veil substituí a Gardner per Eleanor Parker i demanà a Laurents que revisés el guió per adaptar-lo a Parker, aquest marxà de la pel·lícula, quedant completament lliure per dedicar tot el seu temps al musical.

### Col·laboració i desenvolupament
A Nova York, Laurents va assistir a l'estrena de la nova obra d'Ugo Betti, trobant-se també amb Sondheim, que havia sentit que "East Side Story", ara anomenat "West Side Story", tornava a estar en marxa. Bernstein havia decidit que necessitava poder concentrar-se en la música; i ell i Robbins havien convidat a Betty Comden i a Adolph Green per escriure els lletres, però aquests preferiren treballar en Peter Pan. Laurents preguntà a Sondheim que si estaria interessat a unir-se a l'equip. Inicialment, es resistí car estava determinat a escriure tota la banda sonora del seu nou projecte (Saturday Night havia estat avortat), però Oscar Hammerstein el va convèncer perquè podria beneficiar-se de l'experiència, i acceptà. Mentrestant, Laurents havia escrit un nou esborrany del llibret canviant els rerefons dels personatges: Anton, abans italoamericà, ara seria d'ascendència polonesa, i l'anteriorment jueva Maria passaria a ser portorriquenya.
El llibret de Laurents eren molt semblants als de Romeo i Julieta, però els personatges basats en Rosaline i en els pares dels amants maleïts no van trigar a ser eliminat. Posteriorment, les escenes en el suïcidi de Julieta també van ser eliminades. El llenguatge també era un problema, les paraulotes eren estranyes en aquella època i les expressions grolleres eren evitades. Laurents intentà que sonés com una conversa real del carrer. Sondheim convertí llargs passatges de diàleg, o a vegades una simple frase com "Un noi com aquest mataria el teu germà" ("A boy like that would kill your brother") en lletres. Amb l'ajut d'Oscar Hammerstein, Laurents va convèncer a Bernstein i a Sondheim per moure "One Hand, One Heart", que considerava massa pura per a l'escena del balcó, a l'escena de la botiga de vestits de casament, canvi que motivà que s'hagués d'escriure Tonight. Laurents pensà que la tensió creixent necessitava ser alleujada per tal d'incrementar l'impacte del final de l'obra, i s'afegí un toc còmic en la forma d'Officer Krupke al segon acte. He was outvoted en altres coses: Laurents creia les cançons de "América" i de "I Feel Pretty" eren massa divertides per als personatges que les cantaven, però continuaren al guió i es convertiren en unes de les preferides del públic. Una altra cançó, "Kid Stuff", va ser afegida però no trigà a ser eliminada durant les funcions de prova a Washigton quan Laurents va convèncer la resta que estava fent que l'equilibri de l'espectacle anés cap a una típica comèdia musical.
Bernstein compongué West Side Story i Candide alhora, la qual cosa s'aprecia en algunes semblances entre els dos treballs. El duet de Tony i Maria, "One Hand, One Heart", va ser pensada originalment per a Cunegonde a Candide. La música de va ser extreta de l'escena de Venècia de Candide. Laurents explicà l'estil que l'equip creatiu decidí finalment: Com Toni i Maria, els nostres Romeu i Julieta, s'apartaven de la resta de nois pel seu amor, vam intentar d'allunyar també el seu llenguatge, les seves cançons, els seus moviments. El que fos possible a l'espectacle, vam intentar pujar l'emoció o articular l'adolescència inarticulada mitjançant la música, les cançons i el ball.
L'espectacle va ser completat durant la tardor de 1956, però gairebé tot l'equip creatiu necessità complir d'altres compromisos. Robbins va haver de treballar a Bells Are Ringing, després Bernstein hagué de d'estar amb Candide i, el gener de 1957 s'estrena A Clearing in the Woods, que tingué una curta durada. Quan una audició amb inversionistes per aconseguir diners per a West Side Story celebrada a la primavera de 1957 fracassà, només dos mesos abans que haguessin de començar els assaigs, el productor Cheryl Crawford es retirà del projecte. D'altres productors també es retiraren del projecte, considerant-lo massa fosc i depressiu. Bernstein estava desanimat, però Sondheim va convèncer el seu amic Hal Prince, qui es trobava a Boston supervisant la gira del nou musical de George Abbott New Girl in Town, perquè es llegís el guió. A Prince li agradà, però decidí demanar-li l'opinió a Abbot, el seu mentor de sempre, i Abbot el va aconsellar en contra. Prince, temerós que el principal motiu d'Abbot era que New Girl tenia problemes, decidint ignorar-lo, i juntament amb el seu company de producció Robert Griffith volà a Nova York per escoltar la partitura. A les seves memòries, Prince recordava que Sondheim i Bernstein estaven asseguts al piano tocant la música, i ben aviat jo estava al seu costat cantant amb ells.

### Període de producció
Prince començà tallant el pressupost i buscant diners. Llavors, Robbins anuncià que no volia coreografiar el show, però canvià d'idea quan Prince acordà un període d'assaigs de dansa de 8 setmanes (en lloc de les 4 habituals), car hi hauria molt més ball a "West Side Story" que a qualsevol altre show que s'hagués fet mai a Broadway, permetent a Robbins que contractés a Peter Gennaro com el seu ajudant. Originàriament, quan consideraven el repartiment, Laurents volia a James Dean per fer el paper de Tony, però l'actor va morir abans de poder sentir la partitura. Sondheim trobà a Larry Kert i a Chita Rivera, els quals crearen els papers de Tony i Anita, respectivament. Portar aquell treball a escena no era una tasca senzilla. Com Bernstein declarà a Rolling Stone:
| « | Tothom ens deia que [West Side Story] era un projecte impossible... i no vam dir a ningú que hauria de ser capaç de cantar trítons, com a "Ma-ri-a"... També van dir que la partitura era massa ample per a música pop... A més, qui volia veure un espectacle que el primer acte s'acabava amb dos morts a l'escenari? ... I hi havia l'autèntic problema del repartiment, car els personatges havien de ser capaços de cantar i ballar i havien de representar adolescents. Finalment, alguns membres del repartiment eren adolescents, alguns en tenien 21, alguns 30 però semblava que en tinguessin 16. Alguns eren cantants meravellosos però no podien ballar bé, o vice versa... i si podien fer les dues coses, llavors no sabien actuar. | » |

Durant tot el període d'assaigs, els diaris de Nova York anaven plens d'articles sobre les guerres de bandes, fent que l'argument del show fos vigent. Robbins procurà que els membres dels Sharks i dels Jets treballessin per separat, per tal d'evitar que socialitzessin els uns amb els altres i recordessin a tothom la realitat de la violència de les bandes penjant les històries dels diaris darrere l'escenari. Robbins volia un realisme cru del seu repartiment. Va donar més llibertat del que mai havien tingut els ballarins de Broadway per interpretar els seus papers, i els ballarins van ser tractats més com a actors que no pas com a cossos coreogràfics. A mesura que els assaigs avançaven, Bernstein lluità per mantenir la seva partitura conjunta, mentre que altres membres de l'equip volien tallar i tallar els passatges operístics massa complexos. Columbia Records inicialment declinà enregistrar l'àlbum del repartiment, dient que la partitura era massa depressiva i massa difícil.
Hi havia problemes amb els dissenys d'Oliver Smith, car pintà fons imponents, però els decorats eren, majoritàriament, o d'aspecte massa pobre o massa estilitzats. Prince es negà a gastar diners en construir-ne de nous, i Smith va veure's obligat a millorar-ho com bonament pogués amb els pocs diners que disposava.
La gira pre-Broadway s'inicià a Washington DC, amb un èxit de crític i públic, tot i que cap de les crítiques mencionava a Sondheim, que apareixia com a co-lletrista, però que va ser tapat per un Bernstein més conegut. Magnànimament Bernstein esborrà el seu nom com a coautor de les lletres, tot i que Sondheim no estava segur de voler rebre tot el crèdit pel que considerava que només eren contribucions florides a la tasca de Bernstein. Robbins demanà i rebé que es cités "Concebut per", fent-lo servir per justificar les seves principals decisions a l'espectacle sense consultar amb la resta. Per tant, la nit d'estrena a Broadway cap dels coautors estava parlant amb Robbins (s'ha rumorejat que mentre que Bernstein estava fora intentant fixar el musical Candide, Sondheim va escriure part de la música de West Side Story, i que Bernstein desaparegués com a lletrista dels títols de crèdit de West Side Story durant la gira, presumiblement com a concessió.)

## Sinopsi

### Primer Acte

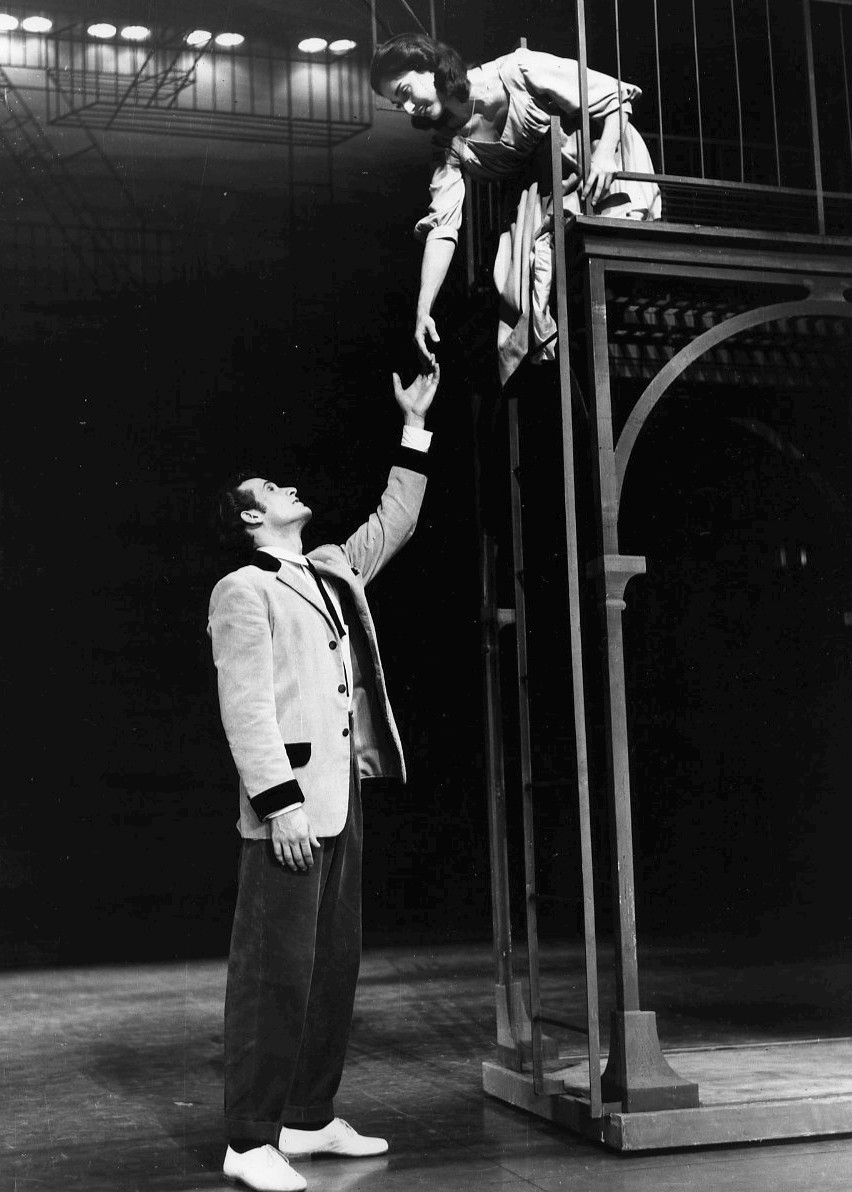
L'escena del balcó de la producció original

Dues bandes d'adolescents, els Jets i els Sharks, lluiten pel control del veïnat, amidst police whistles and taunts (Prologue). Són advertits pel Lt. Schrank i per l'oficial Krupke perquè deixin de barallar-se. La policia fa marxar als Sharks, i llavors els Jets planegen com poden assegurar el seu domini sobre els carrers. Riff, el líder dels Jets, suggereix una baralla amb els Sharks. Planeja llançar el desafiament a Bernardo, el líder dels Sharks, aquella mateixa nit al ball del gimnàs del barri. Riff vol convèncer el seu amic i antic membre dels Jets Tony perquè s'uneixi amb els Jets al ball, però alguns dels Jets dubten sobre la seva lleialtat. ("Jet Song") Riff es troba amb Tony mentre que aquest està treballant al Drugstore de Doc per convènce'l perquè hi vagi. Lleial a Riff, Tony accepta anar-hi, però no vol tornar a formar part de cap banda i imagina un futur millor ("Something's Coming").
Maria treballa a una botiga de vestits de casament amb Anita, la xicota del seu germà, Bernardo. Maria acaba d'arribar de Puerto Rico, i la seva família ha triat a Chino, un membre dels Sharks, perquè sigui el seu futur marit. Anita fa un vestit a Maria perquè el porti al ball del gimnàs.
Al gimnàs tots ballen. Comença un desafiament ballant ("Dance at the Gym"), durant el qual Tony i Maria (que no hi participen) es veuen l'un a l'altre i avancen apropant-se travessant tot el gimnàs. Ballen junts, oblidant la tensió regnant a la sala, s'enamoren i intenten besar-se, però Bernardo allunya la seva germana de Tony i l'envia a casa. Riff i Bernardo acorden trobar-se per a celebrar un Consell de Guerra al Doc, un drug store que és considerat com a territori neutral, però mentrestant, un feliç Tony troba l'edifici on viu Maria i canta als peus de la seva cambra ("Maria"). Tony s'enfila per l'escala d'incendis, i tots dos professen el seu amor mutu ("Tonight"). Mentrestant, Anita i la resta de noies dels Sharks discuteixen entre les diferències de viure a Puerto Rico o als Estats Units ("América"). Els Jets estan nerviosos esperant als Sharks al Drug store de Doc. alliberant tota la seva agressivitat en un llarg i violent ball. ("Cool") Els Sharks arriben per discutir quines armes es faran servir a la baralla; i Tony suggereix una "baralla neta", només amb els punys, la qual cosa és acceptada per ambdós líders, tot i les protestes dels grups. Bernardo creu que es barallarà amb Tony, però es troba que ho haurà de fer contra Diesel. Això és seguit per un monòleg sense efecte per part del Lt. Schrank que intenta esbrinar on serà la baralla. Un cop sols, Tony explica a Doc la seva relació amb Maria. Doc es mostra amoïnat per ells, mentre que Tony està convençut que tot anirà bé: està enamorat.
Tony es troba amb Maria a la botiga l'endemà, on somien sobre el seu casament ("One Hand, One Heart"). Maria li demana que aturi la baralla, i ell accepta. Tony, Maria, Anita, Bernardo (i els Sharks) i Riff (i els Jets) s'anticipen als fets que han de venir aquella nit ("Tonight Quintet"). Les dues bandes es troben sota l'autopista, i tot just acaba de començar la baralla entre Diesel i Bernardo quan Tony arriba i intenta aturar la baralla. Bernardo es riu de Tony, ridiculitzant el seu intent de fer pau i provocant-lo, fins que Tony perd la seva compostura. Quan Bernardo empeny a Tony, Riff l'empeny per defensar a Tony, i tots dos treuen les seves navalles i comencen una baralla a ganivets ("The Rumble"). Tony adverteix a Tony que marxi, però Riff se'l treu de sobre i continua la baralla. Riff té l'oportunitat de ferir a Bernardo, però Tony el fa retrocedir deixant-lo vulnerable, i Bernardo apunyala a Riff. Boig d'ira, Tony mata a Bernardo, i les dues bandes es llencen l'una contra l'altra. Se senten sirenes que s'apropen, i tots fugen llevat de Tony, que queda en shock pel que ha fet. Anybodys, una matxota que voldria poder ser un Jet, aconsegueix que Tony marxi de l'escena en el darrer moment. A l'escenari només queden els cadàvers de Riff i Bernardo.

### Segon Acte

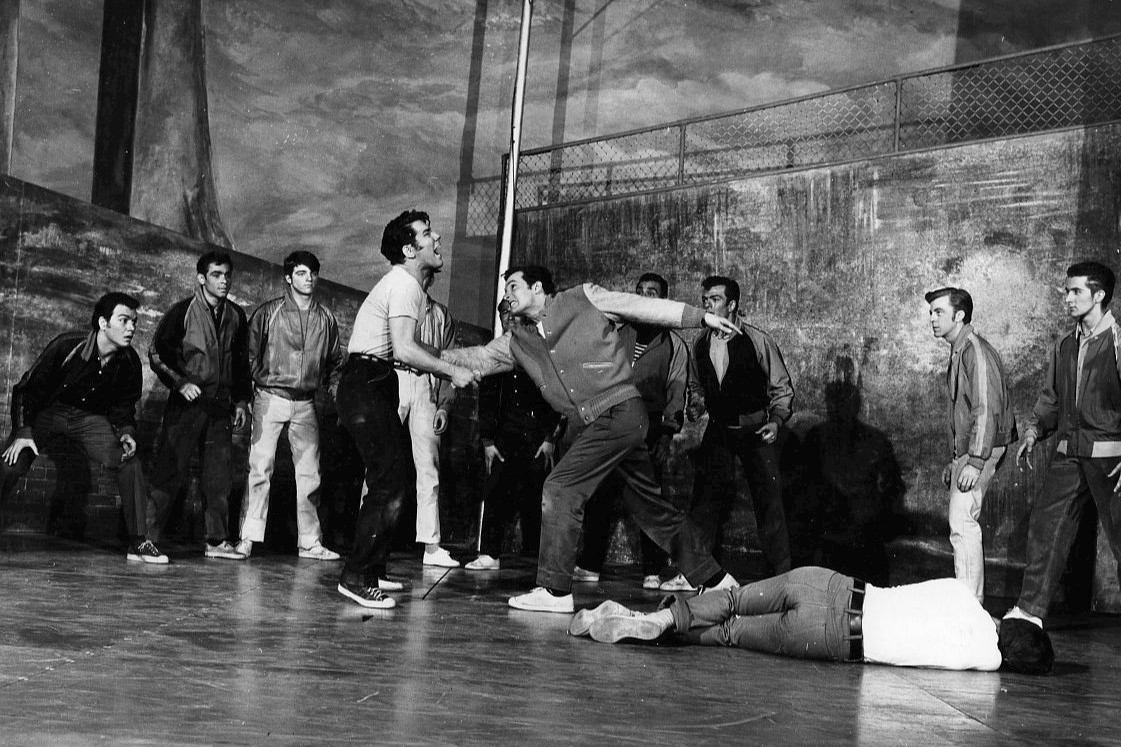
La baralla a la producció original

Al seu dormitori, Maria no se n'ha assabentat de res i somia en Tony amb les seves amigues Rosalia, Consuelo, Teresita i Francisca ("I Feel Pretty"). Just en aquell moment, Chino arriba i li diu que Tony ha matat a Bernardo. Maria corre cap al seu llit, resant perquè Chino estigui equivocat. Tony arriba per veure a Maria, i ella, boja d'ira, l'ataca fins que ell la calma i planegen fugir lluny; i mentre que les parets del dormitori de Maria desapareixen es troben en un món de pau somiat. ("Somewhere").
Els Jets intenten treures del cap la mort de Riff burlant-se dels adults que intenten trobar un sentit a allò que fan ("Gee, Officer Krupke"). Els Jets fan a Action líder del grup. Anybodys arriba i els diu que ha sentit a Chino que vol caçar a Tony i matar-lo amb una pistola. Els Jets es dispersen per trobar a Tony i protegir-lo de Chino. També accepten a Anybodys als Jets, la qual s'enamora d'Action.
Anita arriba a l'apartament de Maria. Mentre Tony marxa, li diu a Maria que es trobin al drug store per poder fugir. Anita descobreix que Tony ha estat amb Maria, i li pregunta horroritzada com pot estimar un home que ha matat al seu germà ("A Boy Like That"). Maria li respon amb passió ("I Have a Love"), i Anita entén que Maria estima a Tony molt més del que ella havia estimat a Bernardo. Finalment, Anita admet a Maria que Chino té una pistola i que està buscant a Tony.
El lt Schrank arriba per interrogar a Maria, i Anita acceta anar al drug store per dir-li a Tony que esperi. A la botiga, els Jets ataquen a Anita, atac que es converteix en abús físic, i quan Doc arriba a la botiga veu amb horror com els nois estaven a punt de violar a Anita. Rabiosa i entre llàgrimes, Anita diu als Jets que Bernardo tenia raó sobre ells, i els diu que Chino, gelós, ha matat a Maria; fugint de la botiga.
Doc ho explica a Tony, qui ha estat somiant en travessar el país per tenir fills amb Maria. Sentint que ja no hi ha motiu per viure, Tony marxa corrent per trobar a Chino, esperant morir també. En el moment en què Tony veu a Maria viva, Chino arriba i el dispara. Els Jets, els Sharks i els adults envolten als amants. Maria té en braços al moribund Tony que canta de nou Somewhere mentre mor. Els Jets avancen cap als Sharks, però Maria agafa la pistola de Chino i diu a tots que l'odi és el que ha matat a Tony i a la resta, i que ella ara també pot matar, perquè també odia. Però és incapaç de disparar la pistola i cau enmig de plors. A poc a poc, els membres de les dues bandes es reuneixen al voltant del cos de Tony, mostrant que la seva lluita s'ha acabat. Els Jets i els Sharks formen una processó, emportant-se el cadàver de Tony. Maria seu a terra, amb la mirada perduda, adonant-se que el seu amor ha marxat.

## Cançons
| I Act - Overture (Instrumental) - "Prologue" (Instrumental) – Jets i Sharks - "Jet Song" – Riff, Action, Baby John, A-rab, Big Deal i Jets - "Something's Coming" – Tony - "Dance At The Gym" (Instrumental) – Jets i Sharks - "Maria" – Tony - "Tonight" – Tony i Maria - "America" – Anita, Rosalia i noies dels Sharks - "Cool" – Riff i Jets - "One Hand, One Heart" – Tony i Maria - "Tonight Quintet i Chorus" – Anita, Tony, Maria, Bernardo, Riff, Jets i Sharks - "The Rumble" (Dance) – Jets i Sharks | II Acte - "I Feel Pretty" ("Me Siento Hermosa" al revival de 2009) – Maria, Consuelo, Rosalia, Teresita, Francisca i noies dels Sharks. - "Somewhere" – Companyia i "Dream Consuelo" (al revival de 2009, "Kiddo", Tony, Maria i Companyia) - "Gee, Officer Krupke" – Action, A-rab, Diesel, Baby John i els Jets - "A Boy Like That" ("Un Hombre Así" al revival de 2009) / "I Have A Love" – Anita i Maria - "Taunting Scene" (Instrumental) – Anita i Jets - "Finale" – Tony i Maria |

## Personatges
| Personatge            | Descripció                                   | Repartiment 1959 | Repartiment 1980      | Repartiment 2009     | Repartiment Barcelona         |
| Els Jets              | Els Jets                                     | Els Jets         | Els Jets              | Els Jets             | Els Jets                      |
| --------------------- | -------------------------------------------- | ---------------- | --------------------- | -------------------- | ----------------------------- |
| Riff                  | fundador dels Jets                           | Mickey Calin     | James J. Mellon       | Cody Green           | Fedor de Pablos               |
| Tony                  | cofundador des Jets, s'enamora de Maria      | Larry Kert       | Ken Marshall          | Matt Cavenaugh       | Jordi Fusalba/Lorenzo Moncloa |
| Action                | fàcilment airat i excitat                    | Eddie Roll       | Mark Bove             | Curtis Holbrook      | Enric Torné                   |
| A-Rab                 | figura de germà gran per a Baby John         | Tony Mordente    | Todd Lester           | Kyle Coffman         | Jorde Fernández-Hidalgo       |
| Baby John             | el més jove dels Jets                        | David Winters    | Brian Kaman           | Ryan Steele          | Marc Pujol                    |
| Diesel                | el més corpulent de la banda, alt i musculat | Hank Brunjes     | Brent Barrett         | Joshua Buscher       | Kim Capdevila                 |
| Snowboy               | un Jet                                       | Grover Dale      | Cleve Asbury          | Mike Cannon          |                               |
| Gee-Tar               | un Jet                                       | Tommy Abbott     | G. Russell Weilandich |                      | Joan Fermí Martín             |
| Big Deal              | un Jet                                       | Martin Charnin   | Reed Jones            | Eric Hatch           |                               |
| Mouthpiece            | un Jet                                       | Frank Green      | Stephen Bogardus      |                      |                               |
| Tiger                 | un Jet                                       | Lowell Harris    | Mark Fotopoulos       |                      |                               |
| 4H                    | un Jet                                       |                  |                       | Sam Rogers           | Oriol Serra                   |
| Els Sharks            |                                              |                  |                       |                      |                               |
| Bernardo              | el líder dels Sharks                         | Ken Le Roy       | Héctor Jaime Mercado  | George Akram         | Víctor Ullate                 |
| Chino                 | jove, atret per Maria                        | Jamie Sanchez    | Ray Contreras         | Joey Haro            | Hugo Riveros Delporte         |
| Pepe                  | Ma dreta de Bernardo, xicot de Consuela      | George Marcy     | Michael Rivera        | Manuel Herrera       | Jaime Camarena                |
| Indio                 | tranquil, xicot de Rosalia                   | Noel Schwartz    | Darryl Tribble        | Manuel Santos        | Francisco Molgosa             |
| Luis                  | un Shark                                     | Al De Sio        | Adrian Rosario        |                      | José Cruz                     |
| Anxious               | un Shark                                     | Gene Gavin       | Michael De Lorenzo    |                      |                               |
| Toro                  | un Shark                                     | Erne Castaldo    | Mark Morales          |                      | Jaume Morató                  |
| Nibbles               | un Shark                                     | Ronnie Lee       | Willie Rosario        |                      |                               |
| Moose                 | un Shark                                     | Jack Murray      | Gary-Michael Davies   |                      |                               |
| Inca                  | un Shark                                     |                  |                       | Isaac Calpito        |                               |
| Bolo                  | un Shark                                     |                  |                       | Peter John Chursin   |                               |
| Tio                   | un Shark                                     |                  |                       | Yurel Echezarreta    |                               |
| Juano                 | un Shark                                     | Jay Norman       | Michael Franks        |                      | Joan María Segura             |
| Federico              | un Shark                                     |                  |                       | Michael Rosen        |                               |
| Les noies dels Jets   |                                              |                  |                       |                      |                               |
| Velma                 | novia de Riff                                | Carole D'Andrea  | Heather Lea Gerdes    | Lindsay Dunn         | Luciana Cilento               |
| Graziella             | novia de Diesel                              | Wilma Curley     | Georganna Mills       | Pamela Otterson      | Mireia Portas                 |
| Anybodys              | una "marimacho" que vol ser un Jet           | Lee Becker       | Missy Whitchurch      | Tro Shaw             | Ariadna Corbella              |
| Minnie                | novia de Baby John                           | Nanette Rosen    | Frankie Wade          |                      | Janine Dahl                   |
| Clarice               |                                              | Marilyn D'Honau  | Charlene Gehm         |                      | Mosa García                   |
| Pauline               | novia d'A-Rab                                | Julie Oser       | Nancy Louise Chismar  |                      | Judith Belmonte               |
| Zaza                  | novia d'un Jet                               |                  |                       | Kaitlin Mesh         | Noélia Pérez                  |
| Mugsy                 | novia d'un Jet                               |                  |                       | Amy Ryerson          | Eva Navarro                   |
| Les noies dels Sharks |                                              |                  |                       |                      |                               |
| Maria                 | Germana de Bernardo, s'enamora de Tony       | Carol Lawrence   | Jossie de Guzman      | Josefina Scaglione   | Alba Quezada/Muntsa Rius      |
| Anita                 | novia de Bernardo                            | Chita Rivera     | Debbie Allen          | Karen Olivo          | Marta Ribera                  |
| Consuelo              | Portoriquenya                                | Reri Grist       | Nancy Ticotin         | Danielle Polanco     | Aïxa Guerra                   |
| Rosalia               | Portoriquenya que vol tornar a Puerto Rico   | Marilyn Cooper   | Yamil Borges          | Jennifer Sanchez     | Claudia Oterino               |
| Teresita              | Portoriquenya                                | Carmen Gutierrez | Stephanie E. Williams |                      | Elisabet Paz                  |
| Estella               | Portoriquenya                                | Lynn Ross        | Marlène Danielle      |                      | Marta Bayarri                 |
| Margarita             | Portoriquenya                                | Liane Plane      | Amy Lester            |                      |                               |
| Francisca             | Portoriquenya                                | Elizabeth Taylor | Harolyn Blackwell     |                      | Mireia Villanueva             |
| Hotsie                | Portoriquenya                                |                  |                       | Marina Lazzaretto    |                               |
| Alicia                | Portoriquenya                                |                  |                       | Yanira Marin         |                               |
| Bebecita              | Portoriquenya                                |                  |                       | Mileyka Mateo        |                               |
| Fernanda              | Portoriquenya                                |                  |                       | Kat Nejat            |                               |
| Lupe                  | Portoriquenya                                |                  |                       | Tanairi Sade Vazquez |                               |
| Els adults            |                                              |                  |                       |                      |                               |
| Officer Krupke        | Oficial de policia de barri                  | William Bramley  | John Bentley          | Lee Sellars          | Miquel A. Mateu               |
| Doc                   | Propietari del Drug Store                    | Art Smith        | Sammy Smith           | Greg Vinkler         | Enric Casamitjana             |
| Lt. Schrank           | L'odiós tinent de policia                    | Arch Johnson     | Arch Johnson          | Steve Bassett        | Pep Torrents                  |
| Glad Hand             | Treballador social i director al ball        | John Harkins     | Jake Turner           | Michael Mastro       | Enric Casamitjana             |

## Base shakespeareana

### Personatges
Diversos dels personatges clau de West Side Story estan basats en contraparts de Romeu i Julieta:
| - Tony/Romeu - Maria/Julieta - Bernardo/Teobaldo - Anita/La nodrissa - Riff/Mercutio i Benvolio - Doc/Fra Lorenzo i l'Apotecari - Chino/Paris | - Jets/Llar dels Montesco - Sharks/Llar dels Capuleto - Schrank & Officer Krupke/Príncep Escalus i Ciutadans - Action/Samsó - A-Rab/Abraham - Anybodys/Baltasar |

### Paral·lels entre les històries
- Romeu i Julieta comença amb una baralla al carrer entre els Montesco i els Capuletos; West Side Story comença amb una baralla semblant entre els Jets i els Sharks
- La baralla inicial és interrompuda per Krupke i Schrank, igual que el Príncep Della Escala interromp la baralla entre els Montesco i els Capulets.
- Julieta està promesa a Paris, i Maria ha de sortir amb Chino.
- Alguns homes dels Montesco s'introdueixen a la festa dels Capulets, en la que Romeu es troba amb Julieta. A "West Side Story", Maria i Tony es veuen l'un a l'altre des dels costats oposats del gimnàs i immediatament se senten atrets un per l'altre.
- Romeu busca a Julieta i la troba al seu balcó. Després del ball al gimnàs, Tony es troba amb Maria i usa l'escala d'emergència.
- Romeo i Julieta van a trobar un Frare per casar-se; Maria i Tony fan com si es casessin durant la seva trobada a la botiga de vestits de casament.
- A l'escena de la batalla, Bernardo mata a Riff com Tibald mata a Mercutio; Tony es revenja de la mort de Riff matant a Bernardo, tal com Romeu mata a Tibald.

## Reacció de la crítica
Les innovacions dels creadors en música, dansa i estil teatral van rebre una gran reacció de la crítica. Walter Kerr va escriure al New York Herald Tribune del 27 de setembre de 1957:
| « | L'explosió radioactiva de "West Side Story" encara deu estar per Broadway aquest matí. El director, coreògraf i ideòleg Jerome Robbins ha unit els balls més salvatges, sense descans i excitants als que hem estat exposats durant dotzenes de temporades... el show cavalca sobre un estrèpit catastròfic per la teranyina d'una escala d'incendis, gent a l'ombra, i brutes baralles a un gran feu ciutadà... hi ha una fresca excitació en el nou debat i en el següent. Quan un líder de banda avisa als seus d'actuar freds ("Cool"), la tensió intolerable produïda per l'esforç de controlar-se o la dèria instintiva d'aquests assassins en potència és plenament gràfica. Quan surten els ganivets, i els cadàvers comencen a volar per l'espai sota núvols de sèrum de llet, l'emoció visual pura és impressionant... Bernstein s'ha permès alguns moments de melodies elegants i persistents: a l'anhel de "Maria", a la línia de caiguda silenciosa de "Tonight" o a l'esperançadora declaració de "I have a love". Però en la seva major part s'ha atès a les necessitats de la màquina de batre de l'escenari. Quan l'heroi Larry Kent trepitja amb la insistància del visionari "alguna cosa s'apropa" ("Something's Coming") la música i la història reben el que mereixen. Per un altre costat, és la narrativa de la dansa que pren una prioritat urgent | » |

La resta de crítiques generalment s'uniren a l'especulació sobre com influenciaria el teatre musical aquest nou treball. Una crítica típica va ser la John Chapman de al New York Daily News del 27 de setembre de 1957, titulada "West Side Story un Drama Musical Esplèndid i Super-Modern".
| « | El teatre americà va realitzar un venturós pas endavant quan Griffith & Prince va presentar "West Side Story" al Winter Garden la tardor passada. Aquest és un audaç nou tipus de teatre musical –una òpera a Manhattan. Per mi és extraordinàriament excitant... la manera com narra la història és una provocativa i artística barreja de música, ball i argument – i la música i el ball són excel·lents. A la banda sonora, hi ha la unitat, el rebot, la inquietud i la dolçor de la nostra ciutat. Pren l'idioma del musical americà on aquest quedà quan George Gershwin va morir. És fascinanment difícil i melòdicament seductora, i marca la progressió d'un compositor admirable... | » |

Time trobà la dansa i la guerra de bandes molt més convincent que la història d'amor, i senyalà que el show havia fet fer un pas endavant a la coreografia, marcant potser una fita en la història del musical.
| « | Mentre que els crítics especulaven sobre la foscor tràgico-còmica del musical, el públic va quedar captivat. La història fa una crida al rerefons de la societat vers la rebel·lió cap a l'autoritat que va aparèixer en pel·lícules com "Rebel sense causa". "West Side Story" pren aquest camí combinant la clàssica i l'os. Les energètiques coreografies de Robbins i la gran partitura de Bernstein accentuen les lletres satíriques i dures de Sondheim, i la captura que fa Laurents de la veu farta de la joventut urbana. L'obra ha estat criticada per donar glamour a les bandes, i el retrat dels portorriquenys manca que el càstig no es fes amb autèntics llatins. Però malgrat això, la cançó "America" mostra el triomf de l'esperit sobre els obstacles als que han de fer front els immigrants. El musical també senyala la descripció dels problemes de la joventut i dels devastadors efectes de la pobresa i el racisme. La delinqüència juvenil es vista com una malaltia de la societat: "Ningú no vol algú amb una malaltia social!" Un escriptor va resumir els motius de la popularitat del show en aquests termes: A la cúspide de la dècada de 1960, la societat americana, encara recuperant-se de la commoció de la Segona Guerra Mundial, buscava estabilitat i control. | » |

## Banda sonora

### Orquestració
La partitura de West Side Story va ser orquestrada per Sid Ramin i Irwin Kostal, seguint instruccions detallades de Bernstein, qui després va fer diverses revisions al manuscrit (l'original, profusament anotat per Ramin, Kostal i Bernstein es troba a la Biblioteca de Llibres Estranys i Manuscrits de la Universitat de Colúmbia).
L'orquestració d'inici sembla molt llarga, però és l'habitual de Broadway, car diversos dels músics toquen diversos instruments. La partitura exigeix cinc músics de fusta que cobreixin: tres flautins, tres flautes, oboe, corn anglès, requint, quatre clarinets, tres clarinets baixos, fagot, i saxofons (soprano, alto, tenor, baríton i baix). Hi ha dues parts independents per a trompa, tres parts independents per trompeta i dos parts per trombons. Dos o més percussionistes han de tocar bateria, timbales, vibràfon, tambors, güiro, xilòfon, tres bongos, conga, timbales, caixes, xiulet de policia, gourd, dos plats suspesoss, castanyoles, maraques, plats de dit, pandereta, maraques petites, glockenspiel, caixa xinesa, claves, triangle, temple blocks, campanes, tam-tam i carraus. A més, hi ha parts per celesta, piano, guitarra elèctrica, guitarra clàssica i mandolina, mentre que la secció de corda consisteix en set violins, quatre violoncels i un contrabaix.

### Balls simfònics
Posteriorment, Bernstein preparà una suite de música orquestral de l'espectacle, titulada Symphonic Dances from West Side Story. Encara que habitualment s'interpreta sencera, ocasionalment es retalla. La seqüència completa és:
1. Prologue (Allegro Moderato)
2. "Somewhere" (Adagio)
3. Scherzo (Vivace e Leggiero)
4. Mambo (Meno Presto)
5. Cha-cha (Andantino Con Grazia)
6. Meeting Scene (Meno Mosso)
7. "Cool", Fugue (Allegretto)
8. Rumble (Molto Allegro)
9. Finale (Adagio)

### Anàlisi musical
Un habitual a West Side Story és el tríton (també conegut com a quarta augmentada). Apareix per tot el musical, com a la repetició del nom "Maria", a la cançó homònina, a l'obertura o a l'escena de la lluita. L'interval és dissonant (la qual cosa fa que soni inestable i crea tensió musical). En acceptat la discontinuïtat musical creada pel triton, Bernstenin representa les bandes oposades de "West Side Story".

### Enregistraments
Els enregistraments de West Side Story inclouen:
- L'àlbum del repartiment original de Broadway de 1957, amb Carol Lawrence com Maria, Larry Kert com Tony i Chita Rivera com Anita.
- Un àlbum de 1959 realitzat pel pianista André Previn, on va versionar 8 cançons del musical en clau de jazz.
- La  banda sonora original de la pel·lícula, on Marni Nixon interpreta a Maria i Jimmy Bryant a Tony. Va guanyar el Premi Grammy a la Millor Banda Sonora. El 1992 es publicà una versió remasteritzada que incloïa la música de "Overture" i "End Credits", tota l'escena de "Dance at the Gym", així com diàlegs. El 2004 va incloure's la música de l'intermedi.
- El 1960, Cal Tjader publicà una versió jazz a Fantasy Records. L'àlbum va tornar a publicar-se el 2002 sota el títol " Cal Tjader Plays Harold Arlen/West Side Story "
- El 1961, Stan Kenton publicà una versió en jazz que guanyà el Grammy a millor interpretació de Jazz (1962).
- El 1962, Oscar Peterson enregistrà una versió en jazz, West Side Story.
- També el 1962, Dave Brubeck enregistrà versions en jazz a partir de la partitura de la pel·lícula, Music From West Side Story.
- El 1966, Buddy Rich i la seva big band van interpretar un arranjament de Bill Reddie anomenat "West Side Story Medley", que durant diversos anys va ser una de les seves peces més populars.
- El 1969, el grup de rock progressiu Yes van enregistrar la cançó "Something's Coming" com a cara B del seu primer single, "Sweetness".
- El 1984, Bernstein decidí regravar el musical, dirigint-lo ell mateix per primer cop. Habitualment se la coneix com la "versió operística" de "West Side Story", i està interpretada per Kiri Te Kanawa com a Maria, Josep Carreras com a Tony, Tatiana Troyanos com Anita, Kurt Ollmann com Riff i Marilyn Horne interpretant "Somewhere". Va guanyar un Grammy a millor àlbum d'espectacle musical el 1985, i el procés de gravació va ser filmat com a documental.
- El 1993 es realitzà el primer enregistrament de tota la partitura, interpretada per l'Orquestra Nacional Simfònica de Londres dirigida per John Owen Edwards, amb els membres del repartiment de la producció del Leicester Haymarket Theatre de 1992.
- El 1996, RCA Victor publicà un àlbum de tribut The Songs of West Side Story, amb les cançons interpretades per diverses estrelles: "The Jet Song" cantada per Brian Setzer, "A Boy Like That" cantada per Selena, "I feel Pretty" cantada per Little Richard, dues versions de "Somewhere" interpretades per Aretha Franklin i Phil Collins, "Tonight" cantada per Wynonna Judd i Kenny Loggins, "America" cantada per Patti LaBelle, Natalie Cole i Sheila E., "I Have a Love" cantada per Trisha Yearwood i "Rumble" interpretada per la Chick Corea Elektric Band i Steve Vai's Monsters. Els guanys van ser destinats a beneficència, a través de la Leonard Bernstein Education Through The Arts Fund, la Fundació NARAS i el Leonard Bernstein Center de Nashville, Tennessee.
- El 2007 Decca Broadway publicà un enregistrament en honor del 50è aniversari. Fou protagonitzat per Hayley Westenra com a Maria i Vittorio Grigolo com a Tony. Va ser nominada al Grammy a Millor Àlbum d'Espectacle.
- Bernstein enregistrà la suite Symphonic Dances amb la Filharmònica de Nova York el 1961 i amb la Filharmònica de Los Angeles el 1983. Les Symphonic Dances han passat a formar part de diverses grans orquestres, sent enregistrades en diverses ocasions, incloent la Simfònica de San Francisco sota la direcció de Seiji Ozawa.
- L'àlbum del repartiment de Broadway del 2009, amb Josefina Scaglione com a Maria, Matt Cavenaugh com a Tony i Karen Olivo com a Anita, va guanyar el Grammy a Millor Àlbum de Show Musical.

## La pel·lícula
El 18 d'octubre de 1961 s'estrenà l'adaptació cinematogràfica del musical. Va ser un èxit de públic i crítica, i esdevingué la segona pel·lícula amb més ingressos a guixeta de l'any als Estats Units. Va guanyar 10 Premis Oscar, estant nominat a 11, entre ells el de Millor pel·lícula i un premi especial per a Robbins. La pel·lícula té la distinció de ser el musical amb més premis de l'Acadèmia. La banda sonora de la pel·lícula ha recaptat més diners que cap altre àlbum anterior.

## Premis i nominacions

### Producció original de Broadway
| Any  | Premi      | Categoria                               | Nominat(s)     | Resultat  |
| ---- | ---------- | --------------------------------------- | -------------- | --------- |
| 1958 | Premi Tony | Millor musical                          | Millor musical | Nominat   |
| 1958 | Premi Tony | Millor coreografia                      | Jerome Robbins | Guanyador |
| 1958 | Premi Tony | Millor escenografia de musical          | Oliver Smith   | Guanyador |
| 1958 | Premi Tony | Millor actriu de repartiment de musical | Carol Lawrence | Nominada  |
| 1958 | Premi Tony | Millor vestuari de musical              | Irene Sharaff  | Nominada  |
| 1958 | Premi Tony | Millor director musical                 | Max Goberman   | Nominat   |

### Revival de Broadway de 1980
| Any  | Premi      | Categoria                               | Nominat(s)                | Resultat |
| ---- | ---------- | --------------------------------------- | ------------------------- | -------- |
| 1980 | Premi Tony | Millor revival de musical               | Millor revival de musical | Nominat  |
| 1980 | Premi Tony | Millor actriu de repartiment de musical | Debbie Allen              | Nominada |
| 1980 | Premi Tony | Millor actriu de repartiment de musical | Josie de Guzman           | Nominada |

### Revival de Broadway de 2009
| Any  | Premi      | Categoria                               | Nominat(s)                | Resultat   |
| ---- | ---------- | --------------------------------------- | ------------------------- | ---------- |
| 2009 | Premi Tony | Millor revival de musical               | Millor revival de musical | Nominat    |
| 2009 | Premi Tony | Millor actriu protagonista de musical   | Josefina Scagilone        | Nominada   |
| 2009 | Premi Tony | Millor actriu de repartiment de musical | Karen Olivo               | Guanyadora |
| 2009 | Premi Tony | Millor il·luminació de musical          | Howell Binkley            | Nominat    |

### Revival de Londres de 2009
| Any  | Premi                   | Categoria                | Nominat(s)             | Resultat |
| ---- | ----------------------- | ------------------------ | ---------------------- | -------- |
| 2009 | Premis Laurence Olivier | Millor revival musical   | Millor revival musical | Nominat  |
| 2009 | Premis Laurence Olivier | Millor actriu de musical | Sofia Escobar          | Nominada |